# فدور املیاننکو
فدور املیاننکو (روسی: Фёдор Влади́мирович Емелья́ненко؛ متولد ۲۸ سپتامبر ۱۹۷۶) رزمی‌کار ترکیبی سنگین‌وزن، ورزشکار سامبو و جودوکار روسی است. وی به‌طور گسترده جزو بهترین مبارزان هنرهای رزمی ترکیبی در تمام ادوار به‌شمار می‌رود و بهترین گرند اند پاند (ضربات روی زمین) را در تاریخ این ورزش داشته‌است. فدور جایزه ویژه ام‌ام‌ای و Sports Illustrated را به دست آورده‌است و برخی از نشریات وی را به عنوان مبارز برتر ام‌ام‌ای در دهه ۲۰۰۰ معرفی کردند.

## فدور در ufc
فدورهیچ گاه در مسابقات ufc مبارزه نکرده است او گفت که مشکل اصلی مربوط به قراردادهای "یک طرفه" UFC است که استقلال او را محدود می‌کند. فدور در یک جلسه بداهه Periscope با یک رسانه ورزشی روسی گفت: "قرارداد UFC فقط سخت و ظالمانه بود." «من حاضر نیستم چنین قرارداد بردگی امضا کنم